# Neasdenský chrám
Neasdenský chrám (Neasden Temple) nebo také Shri Swaminarayan Mandir je hinduistický chrám v londýnském obvodu Brent.

## Popis
Je pokládán za největší hinduistický chrám mimo Indii. Skládá se z pečlivě propracovaného chrámu v tradičním indickém stylu z kararského mramoru a bulharského vápence a velké dvorany (Haveli), která je schopna pojmout 4 až 5 tisíc lidí.
Chrám je přístupný i pro veřejnost bez hinduistického vyznání, a nachází se zde rozsáhlá výstava objasňující základy tohoto náboženství.
Uvnitř chrámu (Mandir) se nachází tři hlavní svatyně a čtyři další pak na každé straně chrámu. Nad každou svatyní se vypíná věž (shikhar) viditelná zvenčí. Proto se pro tento typ hinduistického chrámu také označuje jako shikharbaddha Mandir. Uvnitř každé ze svatyní stojí socha boha, kterému je svatyně zasvěcena. Každá ze soch je považována za vtělení boha samého, a proto určený mnich (sādhu), žijící v chrámu, vykonává denně určené rituály.

## Fotogalerie

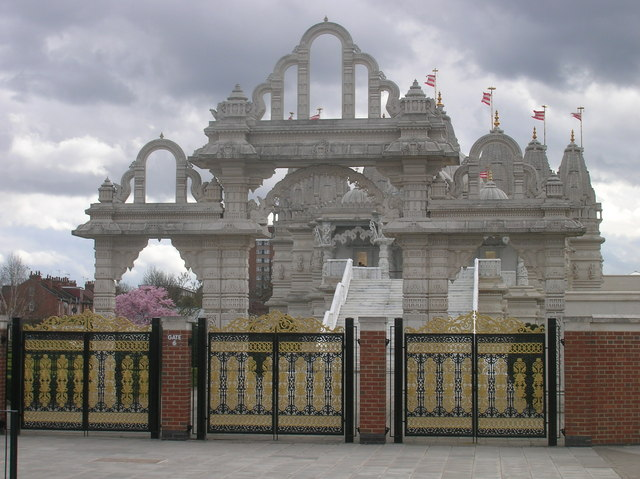
Vstup do hinduistického chrámu
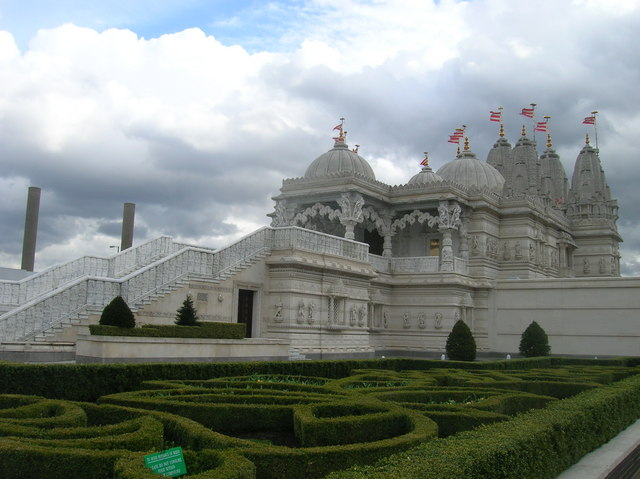
Zahrada kolem chrámu
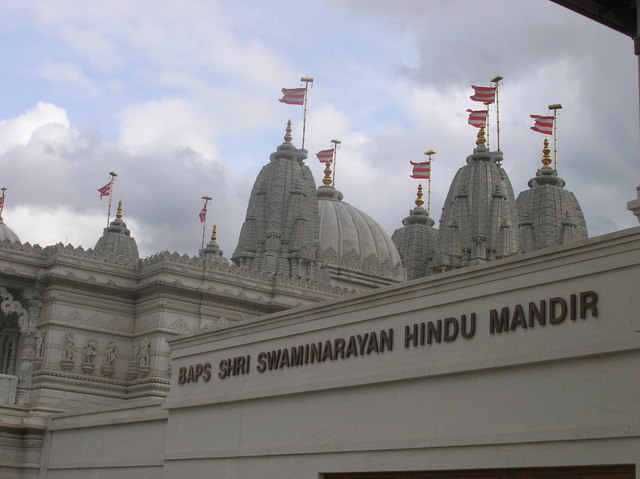
Chrám (nápis)
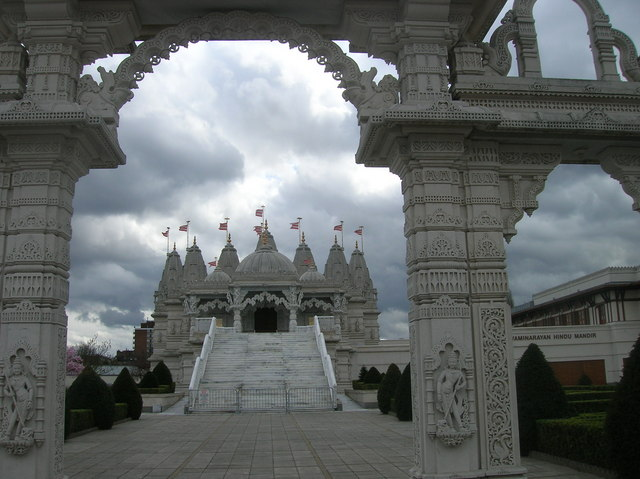
Schody do chrámu